# Јими Ериксон
Јими Ериксон (швед. Jimmie Ericsson; рођен 22. фебруара 1980. у Шелефтеу, Шведска) професионални је шведски хокејаш на леду који игра на позицији крилног нападача.
Највећи део каријере провео је играјући за екипу Шелефтеа са којом је освојио две титуле првака Шведске, и још две сребрне медаље на истом такмичењу. У сезони 2012/13. проглашен је за најбољег играча шведске лиге (голдпукен). Од сезоне 2014/15. наступа за руску екипу СКА из Санкт Петербурга у Континенталној хокејашкој лиги.
Са сениорском репрезентацијом Шведске освојио је 4 медаље на светским првенствима, од којих је најзначајнија титула светских првака из 2013, а такође је освојио и сребрну медаљу на Зимским олимпијским играма 2014. уз Сочију.
Његова рођена браћа Јонатан и Јеспер су такође професионални хокејаши.

## Клупска каријера
Професионалним хокејом Ериксон је почео да се бави од сезоне 2001/02. када је дебитовао за екипу Вита Хестена у трећој лиги Шведске. Захваљујући доста добрим партијама које је пружао током те сезоне (13 голова и 24 асистенције на 31 утакмици) већ од наредне сезоне прелази у редове екипе Шелефтеа која је у то време играла у другој лиги. Након још три сезоне играња у другој лиги сезону 2005/06. провео је у екипи Лександа у најјачем рангу шведског хокеја СХЛ лиги.
Након само једне сезоне проведене у редовима Лександа, враћа се у редове Шелефтеа у којем проводи наредних 9 сезона, од којих је последње три обављао функцију капитена тима. Последње 4 сезоне које је играо за Шелефтео, почев од сезоне 2010/11. биле су уједно и најуспешнији тренуци у његовој професионалној каријери. Прво је у два наврата у низу губио финала националног плејофа (сезоне 2010/11. и 2011/12), да би потом његов тим везао две титуле националног првака.
Јуми Ериксон је сезону 2012/13. поред титуле победника СХЛ лиге окончао и са појединачним признањем Гулдпукен (швед. Guldpucken) намењеном најбољем играчу целог првенства. Током плејофа сезоне 2013/14. успео је да на укупно 14 одиграних утакмица чак 12 пута пошаље пак „иза леђа“ противничког голмана, поставши тако најуспешнији играч те сезоне по том статистичком показатељу (на 48 утакмица лигашког дела те сезоне постигао 13 голова и 16 асистенција).
Од сезоне 2014/15. наступа за руску екипу СКА из Санкт Петербурга у Континенталној хокејашкој лиги.

## Репрезентативна каријера
За сениорску репрезентацију Шведске на великим такмичењима играо је у 5 наврата, и свих пет пута је са тимом освајао неку од медаља. Дебитантски наступ на великој сцени забележио је на Светском првенству 2010. играном у Немачкој. Шведска је на том турниру освојила бронзану медаљу. На наредном СП 2011. у Словачкој освојена је сребрна медаља, а Ериксон је одиграо 8 утакмица и постигао 2 гола (уз 1 асистенцију).
Највећи успех остварио је на СП 2013. када је освојио титулу светског првака. Иако је већ на првој утакмици играној против Норвешке Ериксон поломио ребро, инсистирао је да игра и на преосталих 6 утакмица. На том турниру постигао је и један гол.
Две последње медаље освојио је током 2014, прво сребрну медаљу на Зимским олимпијским играма у Сочију, а потом три месеца касније и на светском првенству у Минску када је освојена бронзана медаља. Занимљиво је да је на олимпијском турниру у Сочију Јими играо заједно са млађим братом Јонатаном, а Јими је уједно био и једини играч у шведском тиму који није играо у НХЛ лиги у то време.